# Duckeola pavani
Duckeola pavani là một loài Hymenoptera trong họ Apidae. Loài này được Moure mô tả khoa học năm 1963.